# Riverside (Georgia)
Riverside è un comune degli Stati Uniti d'America, situato nello Stato della Georgia, nella Contea di Colquitt.